# Озеро Накуру (національний парк )
Національний парк Озеро Накуру розташований в Долині Великого Африканського розлому, Кенія, за 160 км на північний захід від Найробі, за 2 години їзди від міжнародного аеропорту Найробі. Має площу 188 км². На місцевому літаку сюди можна потрапити з аеропорту Вілсон, переліт займає близько півгодини.

## Географія
Національним парком оголошена місцевість навколо озера Накуру. Парк спочатку був не дуже великий — охоплював лише знамените озеро і навколишні гірські околиці. Тепер він поширений на значну частину савани, це було зроблено, щоб дати притулок чорному носорогу. Це починання викликало необхідність побудови паркану, але не для обмеження свободу пересування тварин, а для захисту від браконьєрів. 
Пейзажі тут дуже різноманітні — на прибережних територіях ростуть акацієві ліси, за якими тягнуться нескінченні зелені поля і гірські масиви, а за парком підноситься Мененгай — гігантський згаслий вулкан, навколо якого на десятки кілометрів простягаються масиви застиглої лави. У місцевих жителів існує легенда, яка свідчить наступне: в часи міжусобиць між африканськими племенами на дно кратера скидали воїнів, душі яких потім піднімалися на поверхню у вигляді цівок диму. Саме цьому переказу і завдячує назва вулкана — в перекладі з мови племен МАА слово "menenga" означає "померлий".

## Флора і фауна

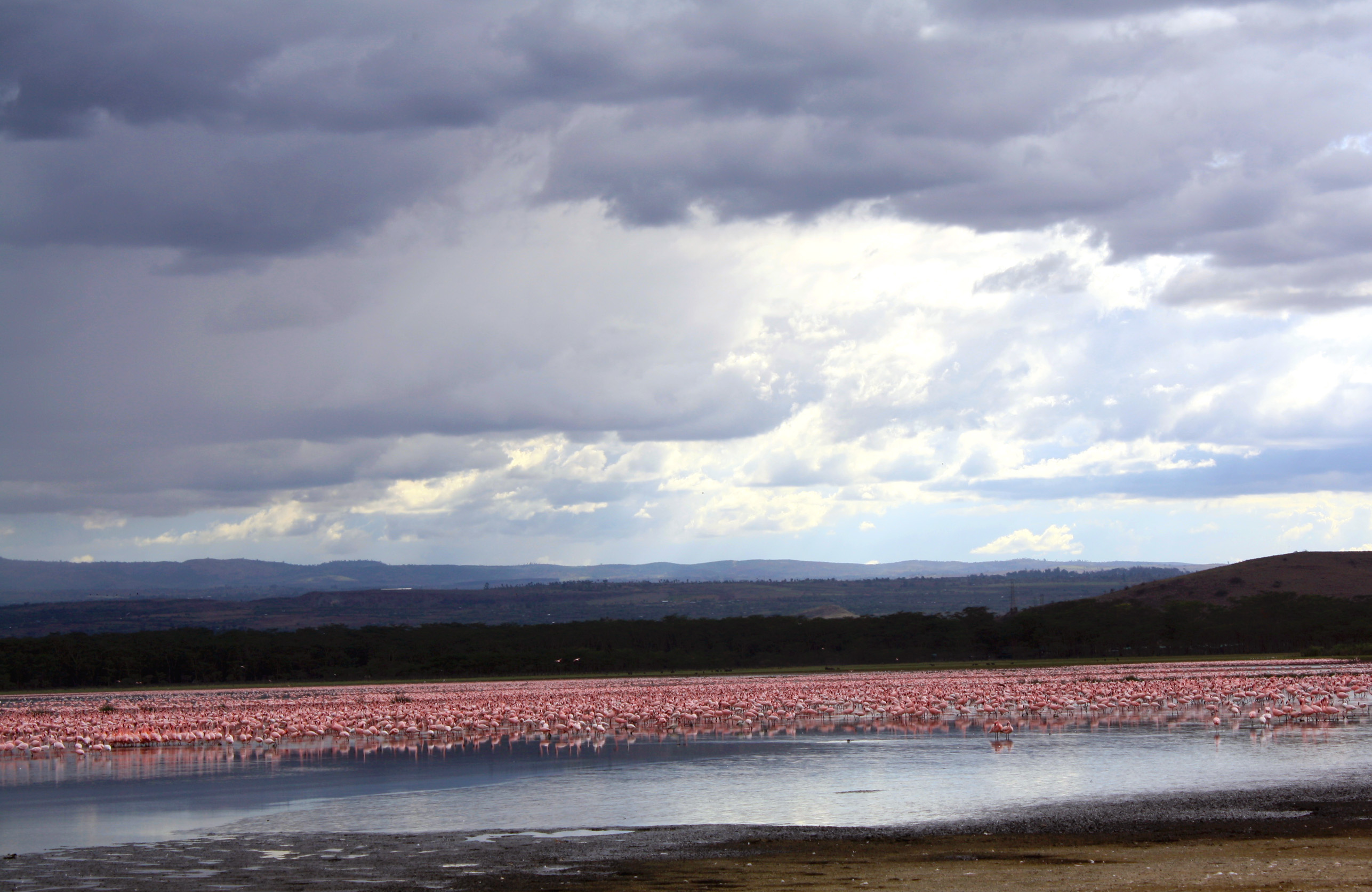
Великі і Малі Фламінго на озері Накуру в Кенії

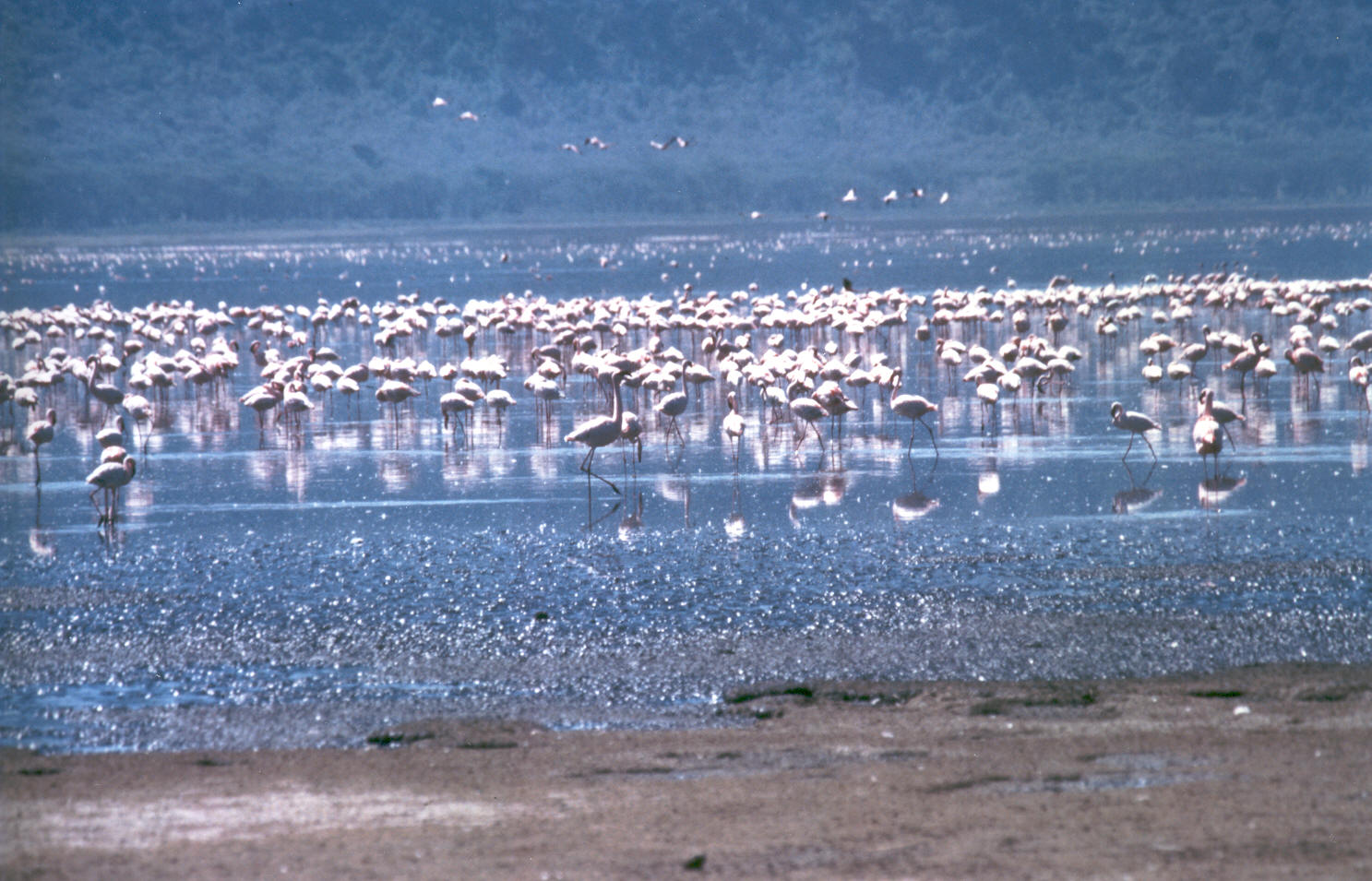
Великі і Малі Фламінго на озері Накуру в Кенії

Існують два види фламінго: малий фламінго, який помітний через свій глибокий червоний колір відтінку кармін і рожеві пір'я на відміну від більшого фламінго який має чорний відтінок. Малих фламінго ми бачимо, як правило, на фото і в документальних фільмах головним чином тому, що вони численні.
Найприкметніший і найчисленніший птах, якого можна зустріти в парку - малий фламінго, який прилітають на озеро Накуру годуватися. Фламінго може набиратися тут до 1,5 мільйонів, вони розташовуються яскраво-рожевим килимом вздовж берегів озера. Вчені вважають, що фламінго, що населяють озеро Накуру споживають близько 250000 кг водоростей на гектар площі на рік.
Крім фламінго, в Національному парку "Озеро Накуру" можна також побачити пелікана, баклана, чаплю, бородавочника, зебру, лева, леопарда, водяного козла, буйвола, жирафа, газель Томпсона, редунку і кліпспрінгера (стрибуна). Тут розташований найстаріший розплідник носорогів в Кенії. У східній частині парку знаходиться дуже красивий ліс молочаю, а на півдні в заростях акації зоологи намагаються відродити популяцію білого носорога, якому загрожує зникнення, тому що його знищують через роги, здатного, на переконання мешканців Азії, підвищувати потенцію. Програма ця успішно втілюється, чому сприяють значні розміри парку.
Парк в наш час має близько 30 носорогів - це одна з найбільших концентрацій цих тварин у країні, так що шанси на виживання цього виду хороші. Є також багато жираф Ротшильда, яких перемістили сюди для збереження з західних регіонів Кенії в 1977 році. 
Серед хижаків є леви і леопарди, яких бачать останнім часом набагато частіше. У парку також є великі змії пітони, які мешкають в густому лісі, і часто їх можна побачити на лісових дорогах або звисаючими з дерев.